# Con gái (mối quan hệ)

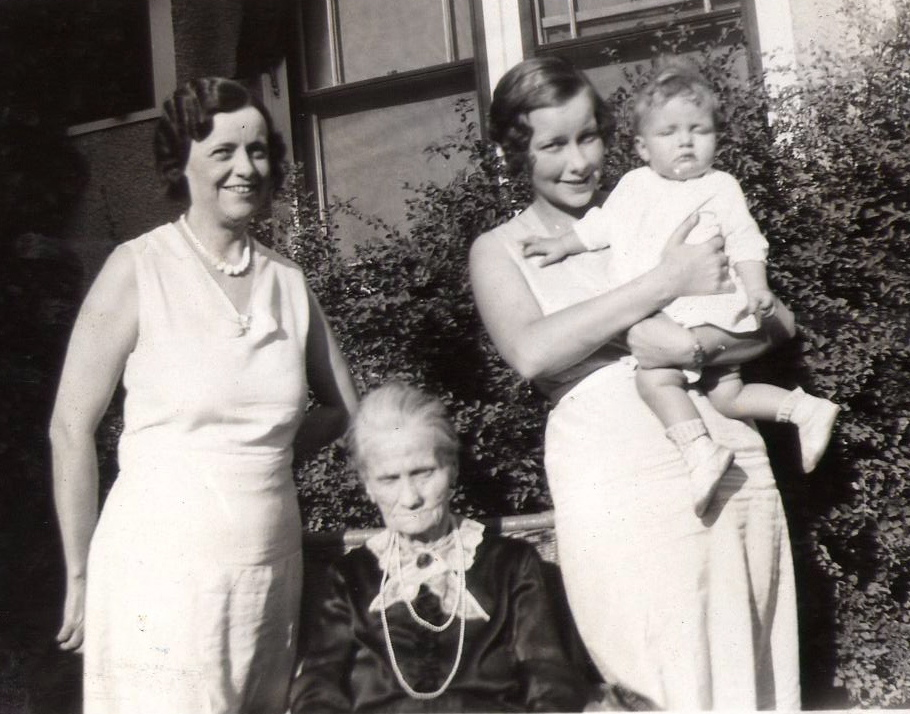
Bốn thế hệ phụ nữ trong gia đình, gồm cụ, bà ngoại, mẹ và con gái (1931)

Con gái là đứa con mang giới tính nữ, tức đứa bé gái hoặc người phụ nữ trong mối quan hệ với cha mẹ của cô ta. Ngược với con gái là con trai.
Trong các xã hội theo chế độ phụ hệ, con gái trong gia đình thường được hưởng ít quyền hơn hoặc hưởng quyền khác biệt so với con trai. Nhiều gia đình thường thích có con trai hơn con gái, và con gái là đối tượng của nạn giết trẻ gái. Có những xã hội còn có tục "bán" con gái cho người trả tiền mua dâu. Ngược lại với tục này là tục gia đình nhà gái trả một khoản tiền để bồi thường cho gánh nặng tài chính mà cô dâu mang tới cho nhà chồng trong những xã hội mà ở đó phụ nữ không ra ngoài làm việc; khoản tiền đó được gọi là của hồi môn.
Thông thường, tỷ số giới tính khi sinh là cứ 100 bé gái thì có 104 đến 106 bé trai. Tuy nhiên, tại một số nước ở châu Á, tỷ lệ này cao hơn hẳn. Từ cuối thập niên 1970, con số này bắt đầu tăng lên tại Trung Quốc, Hàn Quốc, Ấn Độ,...khi các cặp vợ chồng biết giới tính thai nhi trước khi sinh nhờ kỹ thuật mới. Tỷ số giới tính khi sinh của Trung Quốc tăng đến 122,8 trẻ trai/100 trẻ gái vào năm 2010. Trong khi đó, tỷ số này ở Việt Nam năm 2012 là 112,3, tăng liên tục so với mức 110,5 theo Tổng điều tra dân số 2009, 107 (1999), 106 (1989) và 105 (1979).